# Odruch chwytny
Odruch chwytny – odruch fizjologiczny polegający na zaciśnięciu palców i przywiedzeniu kciuka w reakcji na uciśnięcie strony dłoniowej palców. Odruch chwytny dotyczy także kończyny dolnej, gdzie na skutek uciśnięcia palców po stronie podeszwowej obserwuje się podeszwowe zgięcie palców. 
Odruch jest fizjologiczny dla pierwszych miesięcy życia. Powinien zaniknąć w kończynach górnych po 4. miesiąca życia, a kończynach dolnych po 12 miesiącach.